# Что чаще всего встречается в романах, повестях и т. п.?
«Что чаще всего встречается в романах, повестях и т. п.?» — рассказ-пародия русского писателя XIX—XX века Антона Павловича Чехова, написанный в 1880 году и впервые опубликованный под псевдонимом «Антоша» 9 марта 1880 года в десятом номере художественно-юмористического журнала «Стрекоза». Разрешение цензурного комитета было получено 6 марта. Рассказ является первой публикацией А. П. Чехова как писателя (вместе с его рассказом «Письмо к учёному соседу», который был опубликован в том же номере журнала).
Ещё с гимназии Антон Павлович был хорошо знаком с журналами для семейного чтения, такими как «Нива», «Огонёк», «Газета А. Гатцука» и другие. «…сразу видно, что я начитался немецких романов», — писал автор 8 февраля 1877 года М. М. Чехову. «Что чаще всего встречается в романах, повестях и т. п.?» было написано как пародия на содержимое подобных изданий.
В дальнейшем Чехов продолжал собирать всевозможные литературные трюизмы и штампы. Из письма к издателю Алексею Сергеевичу Суворину от 11 марта 1889 года следует, что Чехов собирал подобные реестры, чтобы избегать их использования в своём творчестве: «Неверных жен, самоубийц, кулаков, добродетельных мужиков, преданных рабов, резонирующих старушек, добрых нянюшек, уездных остряков, красноносых капитанов и „новых“ людей постараюсь избежать». 8 мая 1889 года в письме к Александру Павловичу Чехову писатель дополнил перечень собираемых штампов: «Отставные капитаны с красными носами, пьющие репортеры, голодающие писатели, чахоточные жены-труженицы, честные молодые люди без единого пятнышка, возвышенные девицы, добродушные няни — всё это было уж описано и должно быть объезжаемо, как яма».